# Sophronica aureicollis
Sophronica aureicollis är en skalbaggsart som beskrevs av Stefan von Breuning 1956. Sophronica aureicollis ingår i släktet Sophronica och familjen långhorningar.
Artens utbredningsområde är Zimbabwe. Inga underarter finns listade i Catalogue of Life.